# Tino Anjorin
Faustino Adebola Rasheed Anjorin (sinh ngày 23 tháng 11 năm 2001) là một cầu thủ bóng đá chuyên nghiệp người Anh hiện đang thi đấu ở vị trí tiền vệ cho câu lạc bộ Premier League Chelsea.

## Sự nghiệp câu lạc bộ
Anjorin tham gia chương trình đào tạo của Chelsea ở cấp độ dưới 7 tuổi, chính thức ký hợp đồng với câu lạc bộ ở cấp độ U9. Vào ngày 30 tháng 4 năm 2018, Anjorin ghi bàn trong chiến thắng ở trận lượt về của Chelsea tại Cúp FA trẻ 2017-18 trước Arsenal. Vào ngày 25 tháng 9 năm 2019, Anjorin có trận ra mắt Chelsea trong chiến thắng 7–1 EFL Cup trước đội bóng thuộc League Two Grimsby Town. Vào ngày 8 tháng 3 năm 2020, anh có trận ra mắt Premier League trong chiến thắng 4–0 trên sân nhà trước Everton sau khi vào sân thay Willian ở phút 71. Vào ngày 8 tháng 12 năm 2020, Anjorin có trận ra mắt UEFA Champions League và được điền tên vào đội hình xuất phát cho trận đấu cuối cùng vòng bảng của Chelsea, kết thúc với trận hòa 1-1 trên sân nhà trước Krasnodar. Vào ngày 10 tháng 1 năm 2021, Anjorin có trận ra mắt FA Cup khi vào sân thay cho Callum Hudson-Odoi ở phút 80 trong chiến thắng 4–0 của Chelsea trước Morecambe, đội bóng đang chơi tại League Two.

## Sự nghiệp quốc tế
Anjorin đủ điều kiện để chơi cho đội tuyển Anh nhờ sinh ra tại đây và cho đội tuyển Nigeria nhờ có cha là người Nigeria. Anh ấy đã đại diện cho Anh ở các cấp độ U-17, U-18 và U-19.

## Thống kê sự nghiệp
Tính đến ngày 3 tháng 6 năm 2024
| Câu lạc bộ               | Mùa giải            | Vô địch quốc gia       | Vô địch quốc gia | Vô địch quốc gia | FA Cup | FA Cup | EFL Cup | EFL Cup | Châu Âu | Châu Âu | Khác | Khác | Tổng cộng | Tổng cộng |
| Câu lạc bộ               | Mùa giải            | Hạng đấu               | Trận             | Bàn              | Trận   | Bàn    | Trận    | Bàn     | Trận    | Bàn     | Trận | Bàn  | Trận      | Bàn       |
| ------------------------ | ------------------- | ---------------------- | ---------------- | ---------------- | ------ | ------ | ------- | ------- | ------- | ------- | ---- | ---- | --------- | --------- |
| Chelsea                  | 2019–20             | Premier League         | 1                | 0                | 0      | 0      | 1       | 0       | 0       | 0       | —    | —    | 2         | 0         |
| Chelsea                  | 2020–21             | Premier League         | 0                | 0                | 2      | 0      | 0       | 0       | 1       | 0       | —    | —    | 3         | 0         |
| Chelsea                  | Tổng cộng           | Tổng cộng              | 1                | 0                | 2      | 0      | 1       | 0       | 1       | 0       | 0    | 0    | 5         | 0         |
| Lokomotiv Moscow (mượn)  | 2021–22             | Russian Premier League | 7                | 0                | 0      | 0      | —       | —       | 2       | 1       | —    | —    | 9         | 1         |
| Huddersfield Town (mượn) | 2021–22             | EFL Championship       | 7                | 1                | 1      | 0      | —       | —       | —       | —       | —    | —    | 8         | 1         |
| Huddersfield Town (mượn) | 2022–23             | EFL Championship       | 8                | 2                | 0      | 0      | 1       | 0       | —       | —       | —    | —    | 9         | 2         |
| Huddersfield Town (mượn) | Tổng cộng           | Tổng cộng              | 15               | 3                | 1      | 0      | 1       | 0       | 0       | 0       | 0    | 0    | 17        | 3         |
| Portsmouth (mượn)        | 2023–24             | EFL League One         | 12               | 1                | 1      | 0      | 0       | 0       | —       | —       | 1    | 1    | 14        | 2         |
| Tổng cộng sự nghiệp      | Tổng cộng sự nghiệp | Tổng cộng sự nghiệp    | 35               | 4                | 4      | 0      | 2       | 0       | 3       | 1       | 1    | 1    | 45        | 6         |

1. ↑  Số lần ra sân tại UEFA Champions League
2. ↑  Số lần ra sân tại UEFA Europa League
3. ↑  Ra sân tại EFL Trophy

## Danh hiệu
Chelsea
- UEFA Champions League: 2020–21

Portsmouth
- EFL League One: 2023–24[9]